# 팔란카
팔란카(Palanca)는 몰도바 슈테판보더구에 있는 마을로, 우크라이나 국경 근처에 있다. 동경 30°06'에 위치하며, 몰도바의 최동단 지점이자 최저 지점이다.

## 국경 분쟁
몰도바-우크라이나 관계에서 가장 민감한 지역 중 하나는 팔란카의 횡단 지점이다. 2001년 조약에 따라 몰도바는 오데사와 레니를 잇는 M15의 일부인 마이아키와 우도브네 사이의 7.7 km (4 3⁄4 마일) 구간의 통제권과 주권을 이양하기로 약속했다. 이 경계 설정 과정은 여러 해가 걸렸다. 2010년 몰도바 외교부 장관 안드레이 포포프 차관은 팔란카의 토지가 몰도바 영토의 불가분의 일부이며 우크라이나에 양도되지 않을 것이라고 밝혔다. 그러나 2012년 11월 22일, 우크라이나 주재 몰도바 대사는 몰도바가 팔란카 근처의 도로 구간을 이양했으며, 이는 몰도바 영토 내에서 우크라이나의 소유가 되어 우크라이나가 통제할 것이라고 발표했다.

## 저명한 인물
- 게오르게 기디림

## 같이 보기
- 몰도바의 극점